# Bimia maculicornis
Bimia maculicornis är en skalbaggsart som beskrevs av Max Poll 1886. Bimia maculicornis ingår i släktet Bimia och familjen långhorningar. Inga underarter finns listade.